# Timmo Niesner
Timmo Niesner (Berlino, 5 novembre 1971) è un attore e doppiatore tedesco.

## Biografia
Ha debuttato come attore a 12 anni nella serie televisiva Ho sposato tutta la famiglia.
È noto come la voce ricorrente in lingua tedesca degli attori: Elijah Wood, Tom Welling, Topher Grace, Eddie Redmayne e Zachary Quinto.
Nel mondo videoludico ha doppiato Spyro in Spyro the Dragon dal 2006 al 2008 e Arno Dorian in Assassin's Creed: Unity.

## Filmografia
- Ho sposato tutta la famiglia (Ich heirate eine Familie) - serie TV (1983-1986)
- Eine Klasse für sich - serie TV (1984)
- Gute Zeiten, schlechte Zeiten - serie TV (1993)
- Markus Merthin, medico delle donne (Frauenarzt Dr. Markus Merthin)  - serie TV (1994-1995)
- Un caso per due (Ein Fall für zwei) - serie TV (1995)

## Doppiaggio

### Film
- Corey Feldman in Gremlins
- Sean Astin in I Goonies
- Daniel London in Patch Adams
- Simon Woods in Orgoglio e pregiudizio
- Cillian Murphy in La ragazza con l'orecchino di perla
- Elijah Wood in Black & White, Il Signore degli Anelli - La Compagnia dell'Anello, Il Signore degli Anelli - Le due torri, Tutto quello che voglio, Missione 3D - Game Over, Il Signore degli Anelli - Il ritorno del re, Se mi lasci ti cancello, Hooligans, Bobby, Oxford Murders - Teorema di un delitto, Lo Hobbit - Un viaggio inaspettato, Maniac, Pawn Shop Chronicles, The Last Witch Hunter - L'ultimo cacciatore di streghe, I Don't Feel at Home in This World Anymore
- Topher Grace in Ocean's Eleven - Fate il vostro gioco, Mona Lisa Smile, Ocean's Twelve, In Good Company, P.S. Ti amo, Appuntamento da sogno!, Spider-Man 3, Appuntamento con l'amore, Interstellar, American Ultra, Truth - Il prezzo della verità,  War Machine, BlacKkKlansman
- Tom Welling in Una scatenata dozzina, Il ritorno della scatenata dozzina, The Fog - Nebbia assassina
- Dominic Cooper in  Mamma Mia!, Captain America - Il primo Vendicatore, Mamma Mia! Ci risiamo
- Zachary Quinto in Star Trek, Into Darkness - Star Trek, Hitman: Agent 47, Star Trek Beyond, Snowden, Hotel Artemis, High Flying Bird
- Peter Sarsgaard in Lanterna Verde
- Eddie Redmayne in La teoria del tutto, The Danish Girl, Animali fantastici e dove trovarli, Animali fantastici - I crimini di Grindelwald, The Aeronauts, Animali fantastici - I segreti di Silente
- James Marsden in 27 volte in bianco, Straw Dogs
- Jared Leto in Mr. Nobody
- Chappie in Humandroid[1]
- Paul Dano in Spaceman

### Film d'animazione
- WALL-E in WALL•E
- 9 in 9
- Creek in Trolls
- Gomma in Sausage Party - Vita segreta di una salsiccia
- Kamek in Super Mario Bros. - Il film

### Serie televisive
- Tom Welling in Smallville, Lucifer
- Milo Ventimiglia in Heroes
- Zachary Quinto in American Horror Story, NOS4A2
- Elijah Wood in Wilfred
- Dominic Cooper in Agent Carter

### Serie televisive d'animazione
- Parn in Record of Lodoss War[2]
- Kintaro in Golden Boy
- Ken Ichijoji in Digimon Adventure 02

### Videogiochi
- Wakka in Kingdom Hearts
- Spyro in The Legend of Spyro: A New Beginning, The Legend of Spyro: The Eternal Night, The Legend of Spyro: L'alba del drago
- Arno Victor Dorian in Assassin's Creed: Unity
- Reggie in Far Cry 4
- Frodo in LEGO Dimensions